# Воскресенский, Александр Григорьевич
Александр Григорьевич Воскресенский (30 марта 1835, село Козловка, Симбирская губерния — 6 февраля 1869) — российский педагог и революционер.

## Биография
Родился в семье священника.
В 1858 году окончил Казанскую духовную академию. Работал в Перми учителем Пермской духовной семинарии и секретарём статистического комитета. Участвовал в деятельности революционного кружка во главе с А. И. Иконниковым, известного как Пермское тайное общество.
В 1862 году, в связи с делом о распространении антиправительственной прокламации «Послание старца Кондратия», был уволен со службы и выслан под надзор полиции в Екатеринбург, где он и проживал с 13 августа. Публиковался в столичных и провинциальных газетах.
Умер 6 февраля 1869 года.